# Pervagor marginalis
Pervagor marginalis is een straalvinnige vissensoort uit de familie van vijlvissen (Monacanthidae). De wetenschappelijke naam van de soort is voor het eerst geldig gepubliceerd in 1986 door Hutchins.